# NGC 4030
NGC 4030 (również PGC 37845 lub UGC 6993) – galaktyka spiralna (Sbc), znajdująca się w gwiazdozbiorze Panny. Została odkryta 1 stycznia 1786 roku przez Williama Herschela.
W galaktyce tej zaobserwowano supernową SN 2007aa.